# Eastman Kodak
Eastman Kodak este o companie americană listată pe New York Stock Exchange, care produce diverse materiale și echipamente fotografice. Actualmente s-a reorientat și spre alte servicii.